# ノーラン郡 (テキサス州)
ノーラン郡（ノーランぐん、英: Nolan County）は、アメリカ合衆国テキサス州の中央部北に位置する郡である。2010年国勢調査での人口は15,216人であり、2000年の15,8020人から3.7％減少した。郡庁所在地はスウィートウォーター市（人口10,096人）であり、同郡で人口最大の都市でもある。郡名はテキサスを訪れた最初のアメリカ人交易業者だったフィリップ・ノーランに因んで名付けられた。

## 地理
アメリカ合衆国国勢調査局に拠れば、郡域全面積は914平方マイル (2,367 km2)であり、このうち陸地912平方マイル (2,362 km2)、水域は2平方マイル (5 km2)で水域率は0.21％である。

### 主要高規格道路
- 州間高速道路20号線
- アメリカ国道84号線
- テキサス州道70号線
- テキサス州道153号線

### 隣接する郡
- フィッシャー郡 - 北
- テイラー郡 - 東
- ラネルズ郡 - 南東
- コーク郡 - 南
- ミッチェル郡 - 西

## 人口動態
以下は2000年の国勢調査による人口統計データである。
| 基礎データ - 人口: 15,802人 - 世帯数: 6,170 世帯 - 家族数: 4,288 家族 - 人口密度: 7人/km2（17人/mi2） - 住居数: 7,112軒 - 住居密度: 3軒/km2（8軒/mi2） 人種別人口構成 - 白人: 78.450% - アフリカン・アメリカン: 4.68% - ネイティブ・アメリカン: 0.49% - アジア人: 0.24% - 太平洋諸島系: 0.06% - その他の人種: 14.02% - 混血: 2.07% - ヒスパニック・ラテン系: 28.04% 年齢別人口構成 - 18歳未満: 27.1% - 18-24歳: 8.5% - 25-44歳: 25.4% - 45-64歳: 22.6% - 65歳以上: 16.4% - 年齢の中央値: 37歳 - 性比（女性100人あたり男性の人口） - 総人口: 94.7 - 18歳以上: 91.7 | 世帯と家族（対世帯数） - 18歳未満の子供がいる: 32.2% - 結婚・同居している夫婦: 53.0% - 未婚・離婚・死別女性が世帯主: 12.6% - 非家族世帯: 30.5% - 単身世帯: 27.1% - 65歳以上の老人1人暮らし: 13.4% - 平均構成人数 - 世帯: 2.48人 - 家族: 3.01人 収入と家計 - 収入の中央値 - 世帯: 26,209米ドル - 家族: 32,004米ドル - 性別 - 男性: 28,674米ドル - 女性: 19,335米ドル - 人口1人あたり収入: 14,077米ドル - 貧困線以下 - 対人口: 21.7% - 対家族数: 18.3% - 18歳未満: 29.5% - 65歳以上: 18.5% |

## 風力発電
ノーラン郡は風力発電の中心としての地位を確立してきた。2008年7月時点でカリフォルニア州全体で発電される風力発電量を超えており、国としてカウントされれば世界各国の中で第6位の量である。
風力発電所にはロスコー風力発電所やホースホロー風力エネルギーセンター、スウィートウォーターウインドファームなどが存在する。

## 都市と町

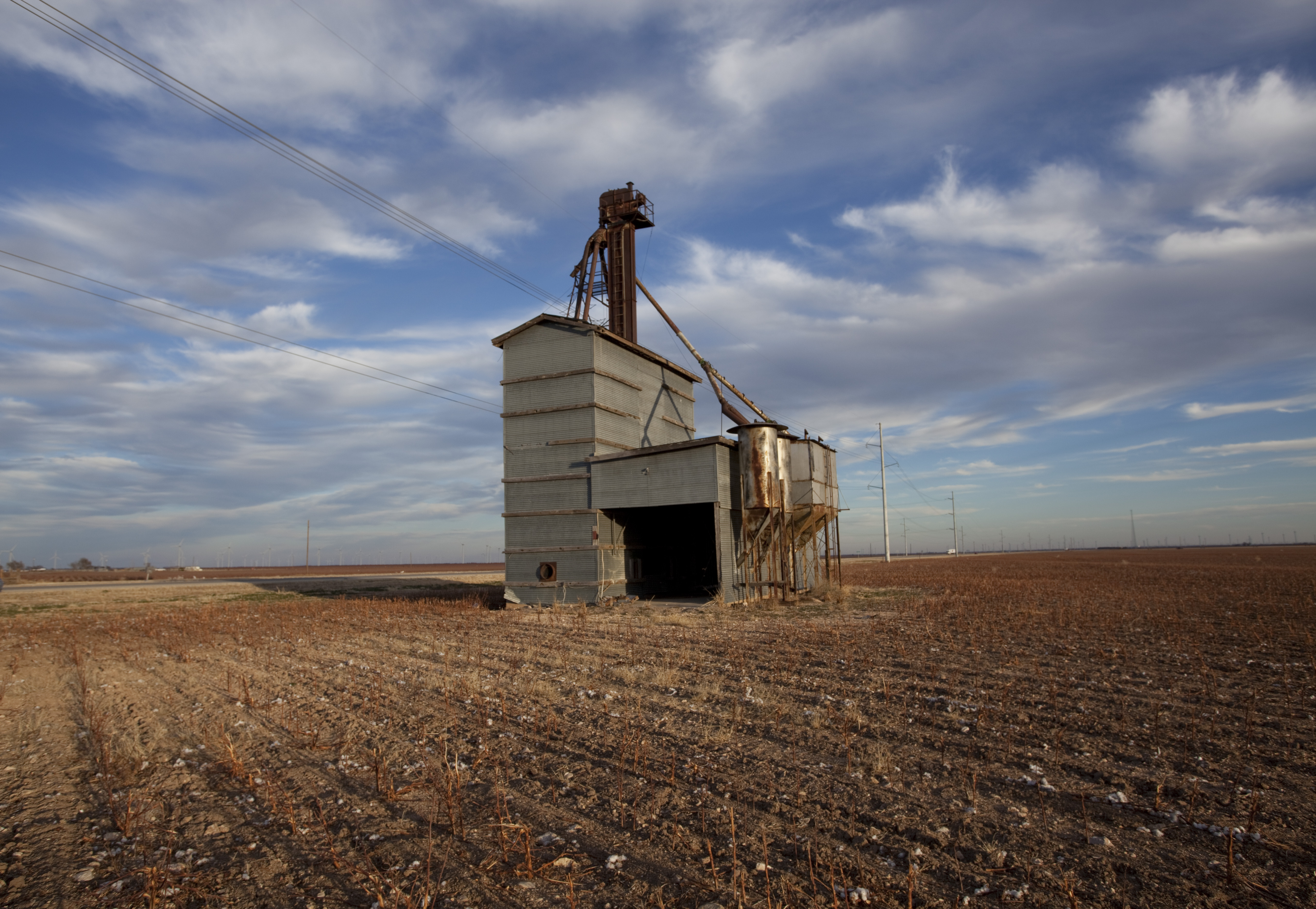
ウェステラにある放棄された穀物倉庫

- ブラックウェル、一部はコーク郡内
- ビタークリーク、ゴーストタウンg
- チャンピオン、未編入の町
- デッカー、未編入の町
- ハイランド、未編入の町
- ヒルトン、未編入の町
- メアリーニール、未編入の町
- ノーラン、未編入の町
- ロスコー
- スウィートウォーター - 郡庁所在地
- ウェステラ、未編入の町